# (20512) Rothenberg
(20512) Rothenberg est un astéroïde de la ceinture principale d'astéroïdes.

## Description
(20512) Rothenberg est un astéroïde de la ceinture principale d'astéroïdes. Il fut découvert le 10 septembre 1999 à Drebach par André Knöfel. Il présente une orbite caractérisée par un demi-grand axe de 3,06 UA, une excentricité de 0,09 et une inclinaison de 8,6° par rapport à l'écliptique.

## Compléments